# Museo Ivan Hončar
Il Centro ucraino di cultura popolare "Museo Ivan Hončar" (in ucraino Український центр народної культури "Музей Івана Гончара"?) è un museo situato a Kiev, in Ucraina. Esso conserva la collezione etno-artistica di Ivan Makarovyč Hončar, che comprende 15 mila reperti che vanno dal XVI fino al XX secolo, quali raccolte di canti popolari, tessuti, ceramiche e icone, nonché opere dell'artista stesso e di altri pittori ucraini.

## Storia e descrizione
Fondato nel 1957 come galleria privata per conservare gli archivi, la biblioteca di storia popolare e le opere di Ivan Makarovyč Hončar, negli anni '60 il museo divenne il simbolo del rinascimento ucraino. Nel 1993 fu istituito il museo Ivan Hončar, e nel 1999 la struttura assunse il nome odierno.
Il museo è ospitato presso l'ex palazzo del governatore generale di Pečers'k della metà del XVIII secolo. La collezione include icone, dipinti popolari (tra i cui soggetti figurativi vi è il cosacco Mamaj), tessuti, ceramiche, sculture in legno, strumenti musicali e oggetti della vita quotidiana. La collezione di Hončar presenta 400 sculture raffiguranti personaggi storici ed eroi popolari, la sua biblioteca personale che contiene oltre 2500 libri sulle tradizioni e sulle culture popolari del mondo, nonché stampe antiche e edizioni rare.
Tra i dipinti presenti nel museo vi sono opere degli artisti ucraini Vasyl Hryhorovyč Kryčevs'kyj, Vladimir Egorovič Makovskij, Petro Oleksijkovyč Levčenko, Serhij Ivanovyč Vasyl'kivs'kyj e Serhij Ivanovyč Svitoslavs'kyj.